# Cantone di Portes du Couserans
Il Cantone di Portes du Couserans è una divisione amministrativa dell'arrondissement di Saint-Girons.
È stato costituito a seguito della riforma approvata con decreto del 18 febbraio 2014, che ha avuto attuazione dopo le elezioni dipartimentali del 2015.

## Composizione
Comprende i 28 comuni di:
- Bagert
- Barjac
- La Bastide-du-Salat
- Bédeille
- Betchat
- Caumont
- Cazavet
- Cérizols
- Contrazy
- Fabas
- Gajan
- Lacave
- Lasserre
- Lorp-Sentaraille
- Mauvezin-de-Prat
- Mauvezin-de-Sainte-Croix
- Mercenac
- Mérigon
- Montardit
- Montesquieu-Avantès
- Montgauch
- Montjoie-en-Couserans
- Prat-Bonrepaux
- Saint-Lizier
- Sainte-Croix-Volvestre
- Taurignan-Castet
- Taurignan-Vieux
- Tourtouse